# Liste der Baudenkmale in Okoroire
Die Liste der Baudenkmale in Okoroire umfasst alle vom New Zealand Historic Places Trust (NZHPT) als „Historic Place“ oder „Historic Area“ eingestuften Baudenkmale und Flächendenkmale der neuseeländischen Ortschaft Okoroire. Die Angaben stammen aus dem Register des NZHPT. Die Bezeichnungen der Baudenkmale orientieren sich an diesem Register. In die Liste werden auch bekannte Wahi Tapu (Area), kulturell und religiös bedeutsame Stätten und Gebiete der Māori, aufgenommen. Sie werden jedoch meist nicht publiziert.

| Bild | Bezeichnung                                     | Ort      | Anschrift                       | Beschreibung                    | Bauzeit | Eintrag           | Nummer | Kat. |
| ---- | ----------------------------------------------- | -------- | ------------------------------- | ------------------------------- | ------- | ----------------- | ------ | ---- |
| BW   | Main Estate Woolshed                            | Okoroire | 167 Tirau - Okoroire Road Karte | Wollschuppen                    | 1982    | 5. September 1985 | 4231   | 2    |
| BW   | Main Estate Stables                             | Okoroire | 167 Tirau - Okoroire Road Karte | Stallungen                      | 1982    | 5. September 1985 | 4232   | 2    |
| BW   | Okoroire Hot Springs Hotel Staff Accommodation  | Okoroire | 18 Sommerville Road Karte       | Personalunterkunft eines Hotels | 1915    | 5. September 1985 | 4233   | 2    |
| BW   | Okoroire Hot Springs Hotel                      | Okoroire | Sommervilles Road Karte         | Hotel                           | 1884    | 5. September 1985 | 4234   | 2    |
| BW   | Okoroire Hot Springs Golf Club Shelter/Pavilion | Okoroire | Sommervilles Road Karte         | Unterstand auf einem Golfplatz  | n.a.    | 5. September 1985 | 4351   | 2    |